# Luitpold de Moravie
Luitpold ou Léopold de Moravie  (né vers 1102 mort en 1157) (tchèque: Lupolt Olomoucký) prince de la dynastie des Přemyslides, duc d'Olomouc (1135-1137).

## Biographie
Luitpold est le fils du duc Bořivoj II de Bohême et de son épouse Gertrude de Babenberg une fille du margrave Léopold II de Babenberg dont il porte le nom. Ecarté de la succession de son père il reçoit temporairement le duché morave d'Olomouc  de 1135 à 1137. En 1141/1142 il participe à la vaine révolte des dynastes de Moravie; Othon III d'Olomouc, Conrad II de Znojmo et Vratislav  de Brno contre son oncle le duc Vladislav II de Bohême. Il meurt en 1157.

## Source
- (de) Cet article est partiellement ou en totalité issu de l’article de Wikipédia en allemand intitulé « Leopold I. (Mähren) » (voir la liste des auteurs), édition du 19 mai 2014.
- Jörg K.Hoensch Histoire de la Bohême Éditions Payot Paris (1995)  (ISBN 2228889229).
- Pavel Bělina, Petr Čornej et Jiří Pokorný Histoire des Pays tchèques Points Histoire U 191 Éditions du Seuil Paris (1995)  (ISBN 2020208105).